# Brünnen
Brünnen ist ein Quartier der Stadt Bern. Es gehört zu den 2011 bernweit festgelegten 114 gebräuchlichen Quartieren und liegt im Stadtteil VI Bümpliz-Oberbottigen, dort im statistischen Bezirk Bethlehem. Es grenzt an die Bethlehemer Quartiere Gäbelbach, Holenacker und Tscharnergut sowie an den zu Bethlehem gehörenden Teil des Quartiers Riedern. Im Süden liegen die durch die Bahnstrecke Bern–Neuenburg getrennten Bümplizer Quartiere Stapfenacker und Niederbottigen.
Ein wesentlicher Teil der Brünnen-Überbauung ist das Westside, ein von Daniel Libeskind projektiertes Einkaufs- und Freizeitzentrum mit Hotel, Seniorenresidenz und dem Bernaqua als Erlebnisbad, Fitness- und Wellnesszentrum. Flankiert wird dies von einer Überdeckung der Autobahn A1 mit Autobahnauffahrt, einem Bahnhof und einer modernen Wohnüberbauung.

## Geschichte
Im Jahr 1678 entstand ein Landgut namens «Brünnengut» am östlichen Hang über dem Gäbelbach, das Herrenhaus hiess «Brünnenschlössli». 1765 erfolgte vermutlich durch Niklaus Sprüngli eine Erweiterung gegen Westen, was die heutige barocke Form bestimmt. 1766 war Robert Scipio von Lentulus Miterbe, der das Anwesen seinem Vetter überliess. Der Gartenpavillon stammt ebenfalls aus dieser Zeit, er wurde als Wasch- und Ofenhaus sowie Kornspeicher genutzt. Die Familie von Graffenried war später Besitzer. 1837 oder 1840 vermachte ein Erbe das Gut der Privatblindenanstalt Bern, die dort eine private Blinden-Anstalt «auf der Grube» errichtete. Stifter war G. E. von Morlot, der auch der erste Direktionspräsident war. Die Blindenschule Zollikofen führt ihre Geschichte darauf zurück. Eine testamentarisch von Emilie Bitzius verfügte zweite Anstalt öffnete 1882 als Armenerziehungsanstalt für Knaben. Deshalb hiess der Landsitz lange «Bubenbrünnen». 1968 verlegte man sie auf den Dentenberg. Brünnen hiess zu der Zeit auch «Neue Grube».
Im Jahr 1967 sollte nach ursprünglichen Planungen eine Teilstadt «Bern West» als Bandstadt für ca. 150'000 Einwohner entlang der Bahnstrecke Bern–Neuenburg mit einem kontinentalen Flughafen westlich von Bern gebaut werden, was aber verworfen wurde. Erste Pläne einer Hochhausüberbauung für Brünnen (Nord und Süd) und Holenacker gab es 1972. Diese sollte für rund 20'000 Einwohner gebaut werden und rund 14'000 Arbeitsplätze schaffen. Das Ziel war eine verkehrsgerechte Stadt mit Hochhäusern, Infrastruktur- und Dienstleistungsangeboten. Es folgte dann ein Stadterweiterungskonzept mit Wohnraum für ca. 60'000 Einwohner. Beide Projekte scheiterten an der Rezession durch die Ölkrise. Es folgte 1984 dann ein Stadterweiterungskonzept für zirka 6000 Einwohner und 4000 Arbeitsplätze. 1984 verwarf das Berner Stimmvolk diese Planung an der Urne.
Im Jahre 1989 erfolgte eine Grundsatzabstimmung zu Brünnen, angenommen wurde der Gegenentwurf des Gemeinderates. Brünnen Nord blieb Bauland, Brünnen Süd wurde ausgezont. 1991 schliesslich wurde eine neue Planung mit grossem Mehr angenommen. Es folgten ein erster Architekturwettbewerb 1992 und die Projektierung der Erschliessung. Wegen des Zusammenbruchs der Immobilienpreise wurde auch dies nicht realisiert.
Die Entscheidung, ein Freizeit- und Einkaufszentrum in Brünnen zu bauen, befeuerte auch die Initiativen zum Wohnungsbau. 1999 wurde die Planung auf Wohnnutzung für rund 2600 Menschen und 800 Arbeitsplätze entsprechend abgeändert.
Die Parkanlage Brünnengut sollte der Mittelpunkt des Quartiers sein, der Ansermetplatz verbindet mit der Überbauung Gäbelbach. Am Le-Corbusier-Platz waren lokale Verkaufsgeschäfte geplant, und der am Bahnhof befindliche Gilberte-de-Courgenay-Platz sollte die «Drehscheibe» am südlichen Zugang sein. Rechtwinklige Planung, verkehrsarme Strassen und eine Beschränkung auf drei bis vier Etagen sollten Hochhäuser verhindern. Brünnen als neuer «Stadteingang» sollte das Berner Image prägen.
Die Baubewilligung lag 2003 vor, der erste Spatenstich erfolgte am 11. Juni 2004. Nach diversen Einsprachen wurde die Baubewilligung für das Westside im Juni 2005 erteilt. Die Wohnüberbauung besteht aus 21 Baufeldern, die ersten Wohnhäuser wurden 2006 fertiggestellt. Am 13. September 2008 wurde das neue Quartier nach vierjähriger Bauzeit mit einem Fest eingeweiht. Bei Vollausbau soll Brünnen Wohnraum für 2600 Menschen bieten.

## Baufelder: Wohnraum und Schule
Neben dem Einkaufscenter Westside sind 21 Baufelder bis auf eins fertiggestellt und von unterschiedlichen Projektträgern realisiert worden. Die einzelnen Wohngebäude sind hochwertig und haben in der Mehrzahl maximal vier Etagen. Dies ist auch ein Kontrast zu den umgebenden Hochhäusern in Gäbelbach und anderen Stadtteilen von Bern-Bethlehem.
Der neue Stadtteil wurde vom Berner Stadtplaner Jürg Sulzer mitgeprägt. Im Dezember 2017 kritisierte er die Umsetzung: Brünnen sei «nicht Vorstadt, aber auch nicht Stadt». Es sei versucht worden, ein Stück Stadt wie im 19. Jahrhundert üblich zu bauen. Die Häuser nähmen kaum Rücksicht auf die Nachbarbauten. Die einzelnen Jurys der Baufelder hätten zu wenig auf die Nachbarbauten geachtet. Bereits im Januar 2012 hatte er gemahnt, dass die Stadtbaukultur zugunsten von «autistischen Einzelentwürfen» vernachlässigt werde.
| Baufeld    | Name                                 | Gebäude | Bild |
| ---------- | ------------------------------------ | --- | ---- |
| 1          | RONDO                                | Fertigstellung 2023, 54 Mietwohnungen und Gewerbeflächen im Erdgeschoss, darunter eine Kindertagesstätte |      |
| 2          | On DECK                              | Fertigstellung 2014/15, 55 Mietwohnungen, avantgardistische Architektur |      |
| 3          | Verta                                | im Bau 50 Mietwohnungen, Erstbezug Sommer 2025 |      |
| 4, 7       | OpenCourts                           | Fertigstellung 2014, Baufeld 4 geschlossenes Viereck, Baufeld 7 angrenzend nach Süden offene U-Form, 146 Mietwohnungen und 5 Gewerberäume im Erdgeschoss, Tiefgaragen, Minergie-Standard |      |
| 5          | Wohnpark-Jardin                      | Fertigstellung 2022, 105 Wohnungen und 4 Gewerberäume im Erdgeschoss |      |
| 6          | brünnenleben                         | Fertigstellung 2008. 35 Eigentums- und 40 Mietwohnungen Ursprünglich war der Name go west 2 vorgesehen. |      |
| 8, 9       | come west                            | Fertigstellung 2009. 53 Eigentumswohnungen in 6 vierstöckigen gleich hohen Wohnblock, Pro Etage nur eine Wohnung |      |
| 10         | Rock on                              | Baubeginn 2007 Bezug 2008, zwei viergeschossige Gebäude, 47 Wohnungen (Miete) um einen seitlich offenen Hof 2011 musste die Tiefgarage saniert werden, da aussergewöhnliche Risse auftraten. |      |
| 11         | Rear Window                          | Baubeginn wahrscheinlich 2008, Bezug wahrscheinlich 2009. U-förmiges Gebäude mit 73 Mietwohnungen. |      |
| 12         | Weites Land                          | Geschosswohnungen und Reihenhäuser mit 1 ½ bis 5½ Zimmern, sowie Ateliers, 96 Mietobjekte |      |
| 13, 14, 15 | Gilbert                              | Drei Wohnbauten mit total 87 Wohnungen |      |
| 16, 17, 18 | Trilogie                             | 78 Mietwohnungen in drei Mehrfamilienhäusern. Ursprünglich war der Name "TGV" für die Überbauung vorgesehen. |      |
| 19, 20, 21 | BILLY                                | Auf Baufeld 19 Wohnen mit Service (Abwesenheitsdienst, Wäsche, Reinigung), auf Baufeld 20 ein "Boarding House" mit möblierten Studios oder Kleinwohnungen, auf Baufeld 21 19 3 ½-Zimmer-Wohnungen. Insgesamt sind 115 Mietwohnungen vorhanden. |      |
|            | Altersresidenz Senevita              | Ursprünglich waren 94 Mietwohnungen und 21 Pflegezimmer, ein Restaurant "le Bistro", Coiffeur, Fusspflege und Fitness und das Arztzentrum Medbase Bern Westside (Allgemein- und Sportmedizin, Leistungsdiagnostik, Physiotherapie und medizinische Massage) vorhanden. Anfang 2025 musste Senevita das nördliche Gebäude "Ramuz" aufgeben, weil man sich nicht mit der Migros einigen konnte. Dies betrifft 66 Wohnungen. Das südliche Haus Courgenay wird weiter betrieben. |      |
|            | Schulanlage Brünnen                  | vier Basisstufen und acht Primarschulklassen, Doppelturnhalle mit Allwetterplatz auf dem Dach |      |
|            | Volksschule Brünnen Park             | modulare Schulprovisorien Brünnen. Bis 2040 müssen in den Schulkreisen Bümpliz und Bethlehem sechs Schulanlagen umfassend erneuert werden. Die betroffenen Schulen weichen während der Bauphase hierher aus. Drei zweistöckige Gebäude und eine Turnhalle bieten Raum für vierzehn Klassen. |      |
|            | Ergänzung Schulanlage durch Längsbau | Ergänzung als fünfgeschossiger Längsbau. Er wurde bei der Realisierung der Schulanlage aufgrund von Nutzungsumlagerungen und Kosteneinsparungen nicht gebaut, ursprünglich waren zwei Geschosse vorgesehen. Im östlichen Teil soll die sonderpädagogische Schule der Stiftung Familien Support Bern West einziehen, im westlichen Teil sind 28 Wohnungen vorgesehen. Aufgrund von Einsprachen verzögerte sich das Projekt. Der Bau wurde Anfang 2025 begonnen.               |      |

## Handel und Gewerbe
Der Schokoladenhersteller Toblerone sowie die Verteilzentrale der Coop-Genossenschaft in der Riedbachstrasse werden oft Brünnen zugeordnet, liegen aber nach dem Plan der Stadt Bern auf dem Gebiet von Niederbottigen. Brünnen ist überwiegend ein Wohnquartier ohne Industriestandorte. Das Westside mit seinen Handels- und Dienstleistungseinrichtungen ist auch für die Anwohner wichtige Anlaufstelle.
Ausserdem befinden sich in den Erdgeschossen der Wohnhäuser zahlreiche Büros und Geschäftsräume, Dienstleistungseinrichtungen sowie eine Arzt- und eine Zahnarztpraxis.
Die Markthalle mit Restaurant und zwei grossen Lebensmittelgeschäften befindet sich am zu Brünnen gehörigen Ansermetplatz, liegt aber auf der Seite von Gäbelbach.

## Kultur und Bildung

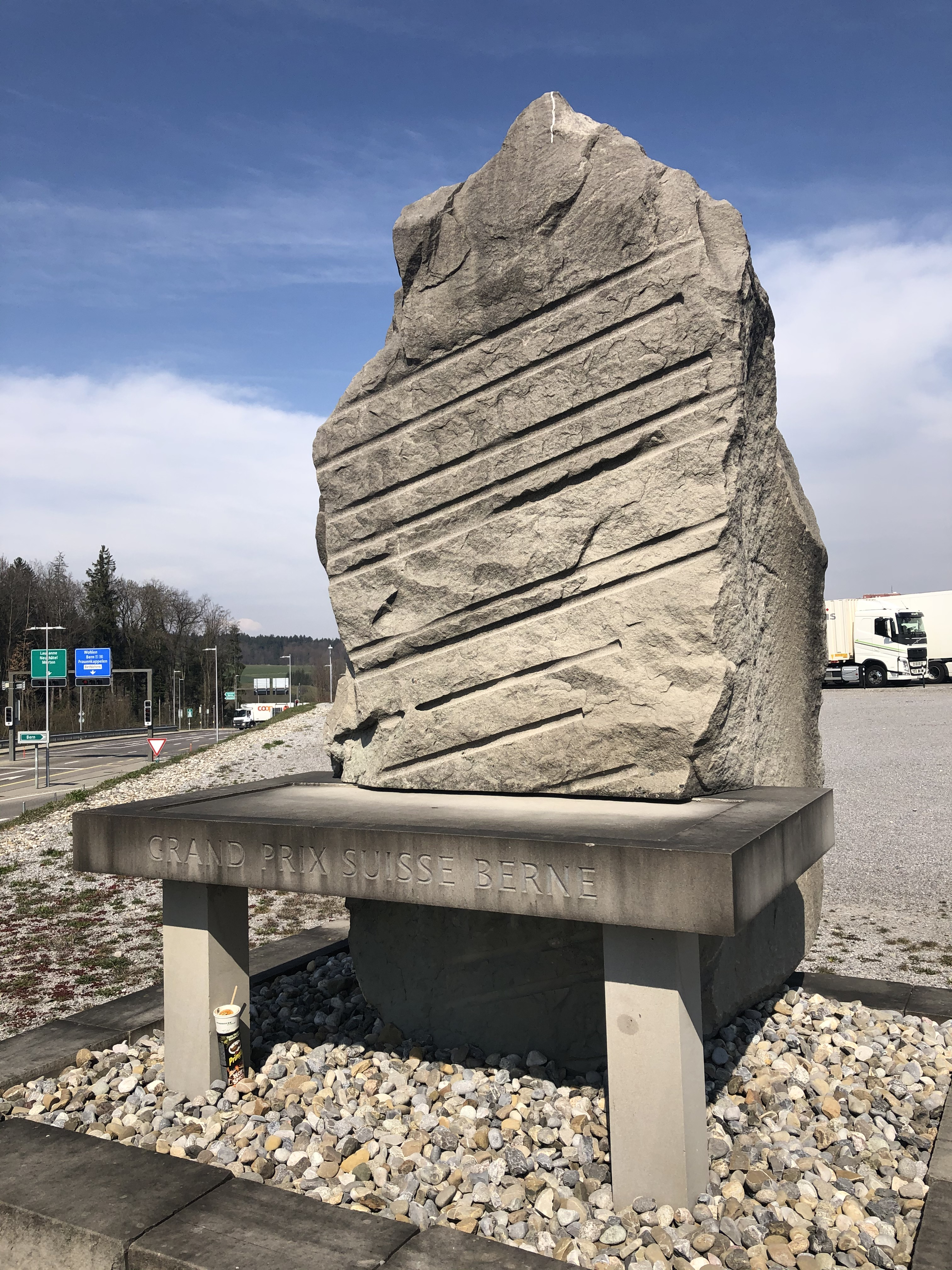
Gedenkstein Grand Prix Suisse Brünnen

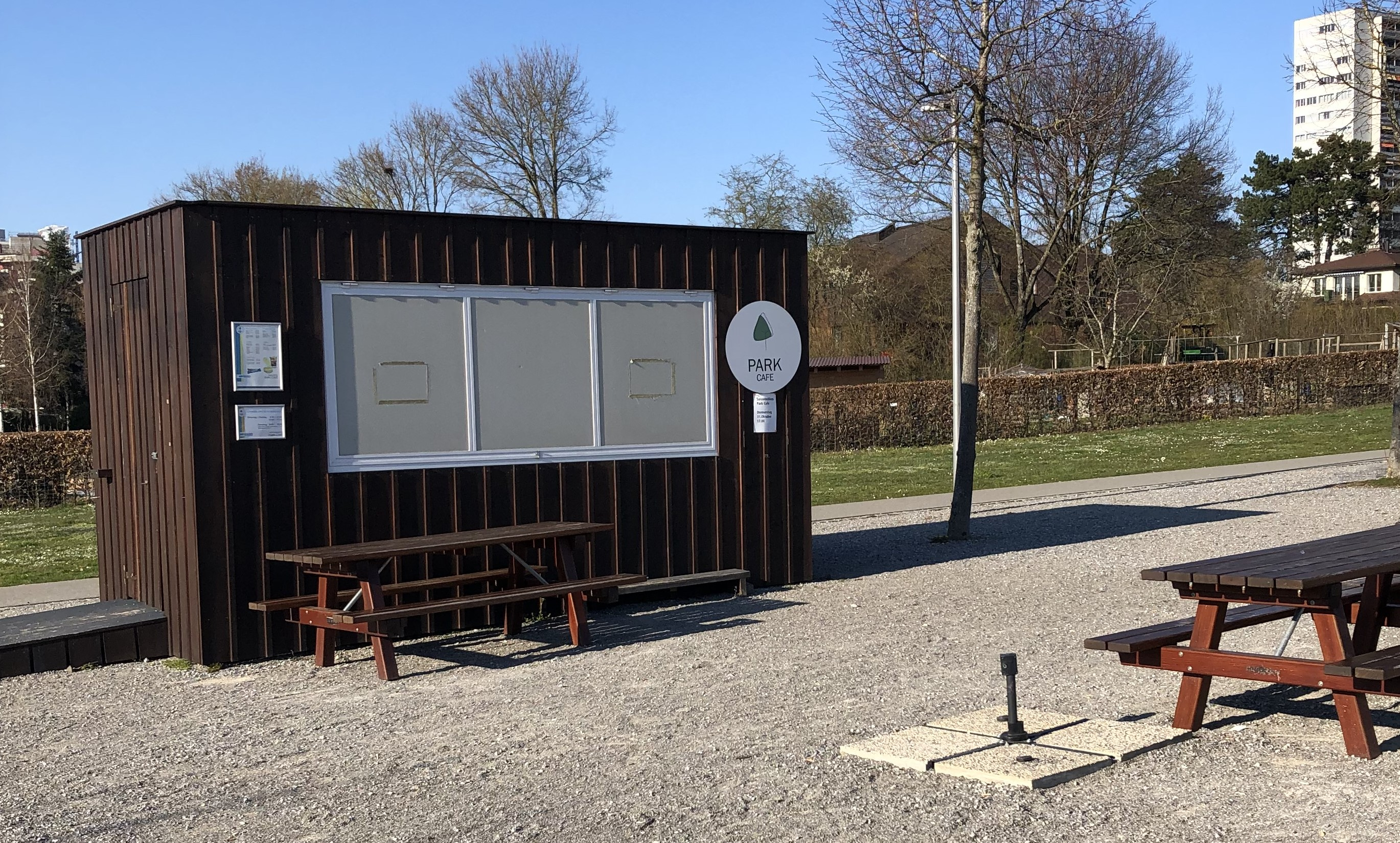
Parkcafe im Park Brünnengut

Die Parkanlage Brünnengut liegt auf dem erweiterten Gebiet des historischen Brünnengutes und wurde aufgrund eines internationalen Wettbewerbs 2006 gestaltet. Gewinner waren die Landschaftsarchitekten David Bosshard (Bern) und Andreas Tremp (Zürich). Sportanlagen, 70 Obstbäume zum «gemeinsamen Ernten» und Räume zum Mieten sind dort vorhanden. Dort befindet sich auch der 2014–2015 restaurierte Landsitz Brünnen mit dem Herrenhaus Brünnenschlössli. Das Park Café «Brünnengut» wird von der Band-Genossenschaft bewirtschaftet durch Menschen mit einer Beeinträchtigung im Rahmen von Förderprogrammen.
Die 2016/17 eingeweihte Schulanlage Brünnen mit Doppelturnhalle bietet Platz für vier Basisstufen und acht Primarschulklassen. Im November 2019 wurde ein Baukredit über 16,1 Millionen Franken zum Bau eines Schulraum-Provisoriums mit 92 % Ja-Stimmen angenommen. Die Bauten sollen als Ausweichraum für die Schulen in Bern-West dienen, die in den nächsten 20 Jahren saniert und vergrössert werden müssen. Am östlichen Rand der Parkanlage Brünnengut wurde ein Schulraumprovisorium erstellt und ab Schuljahr 2020/21 in Betrieb genommen. Es bietet Platz für 14 Schulklassen und weitere für den Schulbetrieb benötigte Räume wie Gruppen-, Fach- und Förderräume sowie eine Schulbibliothek und eine Tagesschule. Die dort bereits befindliche Turnhalle wurde saniert und der Belag des Sportplatzes erneuert. Auf dem Gelände befanden sich bereits Bauten als Schulprovisorien aus den Jahren 1967 bis 1977, die den heutigen Anforderungen nicht mehr genügten und abgerissen wurden. Die Volksschule Bethlehemacker zog im Oktober 2020 als erste um. Die Volksschulen Schwabgut, Bümpliz, Statthalter, Gäbelbach und Tscharnergut werden voraussichtlich folgen.
Obwohl sich die Bremgarten-Rundstrecke nicht auf dem Gebiet von Brünnen befindet, stellte man einen Gedenkstein mit der Inschrift «Grand Prix Suisse» auf dem westlichen Teil des Westside auf. Von 1950 bis 1954 fand der Grosse Preis der Schweiz der Formel 1 dort statt. Aufgrund des 1955 erlassenen Motorsportverbots in der Schweiz musste die Strecke stillgelegt werden. Am 26. August 2018 wurde an die Zeit durch ein GP Suisse Berne Memorial erinnert. Start und Ziel waren am Westside – in unmittelbarer Nähe des Gedenksteins. Rund 250 Renn- und Sportwagen sowie 80 Motorräder aller Epochen waren am Start.
Die kulturellen Einrichtungen des Westside mit Kino, Gastronomie, Erlebnisbad u. a. werden auch von der Wohnbevölkerung von Brünnen genutzt.

## Sport

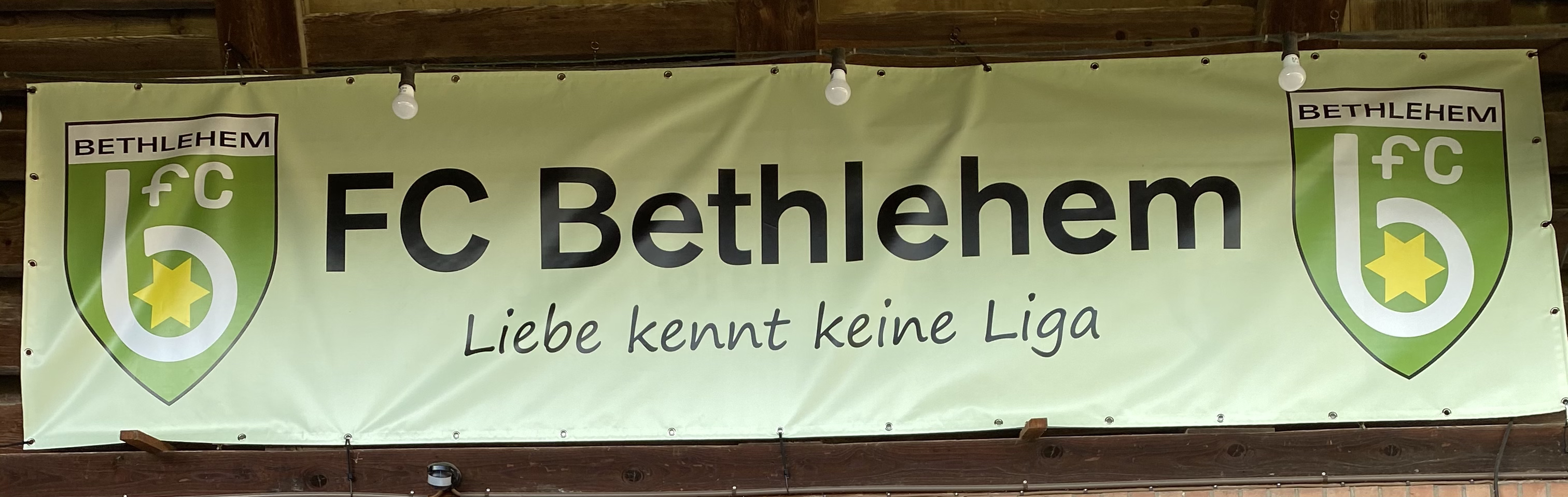
Banner FC Bethlehem

Der Fussballclub FC Bethlehem mit je zwei Männer- und Frauenmannschaften spielt auf dem Sportplatz Brünnen. Dazu gibt es Junioren-, Nachwuchs- und Kindermannschaften sowie Senioren. Der Club wurde 1964 als «FC Kickers 3027» gegründet und drei Jahre später auf den heutigen Namen umgetauft. Seit November 1968 wird auf dem Fussballplatz Brünnen gespielt. Die erste Männermannschaft spielt in der Saison 2023/24 in der Gruppe 4 der 5. Liga des Fussballverbandes Bern/Jura. Die Frauenmannschaft spielt in der 2. Liga Gruppe 5.
Im Jahr 2010 drehte Bruno Moll den Film «Pizza Bethlehem» Die ethnische Zusammensetzung des Berner Quartiers wurde anhand des Alltages von neun Juniorinnen des FC Bethlehem nachgezeichnet.

## Verkehr
Vom Bahnhof Bern Brünnen Westside verkehren auf der Bahnstrecke Bern–Neuenburg S-Bahnen nach Bern (Viertelstundentakt) und Kerzers (Halbstundentakt) mit Anschluss in Richtung Murten/Payerne oder Ins bzw. Neuenburg. Morgens und abends halten einzelne Züge des InterRegio 66 nach Neuenburg oder Bern. Es ist geplant, ein Wendegleis als 3. Gleis am Bahnhof Brünnen einzurichten, damit die nur bis Brünnen verkehrenden S-Bahnen nicht das Trassee blockieren.
Die Tramlinie 8 verkehrt vom Bahnhof über das Zentrum von Bern nach Saali. Sie wurde Ende 2010 als Projekt im Rahmen von Tram Bern West in Betrieb genommen und löste eine Buslinie ab.
Die Postautolinie 570 führt nach Mühleberg, die städtische Buslinie 22 tangential über Köniz nach Kleinwabern. In den Nächten des Wochenendes verkehren die Nachtbuslinien des Moonliners M88 und M98 und verbinden Brünnen mit dem Zentrum.
Die Hauptstrasse 1 (Richtung Murten und Lausanne) und die Hauptstrasse 10 (Richtung Neuenburg) bilden in gemeinsamem Verlauf als Murtenstrasse die Nordgrenze des Quartiers zu Holenacker und Gäbelbach. Von ihr zweigt im Westen Brünnens die Niederbottigenstrasse ab, welche Richtung Niederwangen führt und die westliche Grenze von Brünnen zu Riedern und Niederbottigen bildet.
Die Autobahn A1 im Tunnel mit der Ausfahrt Bern-Brünnen sowie die Hauptstrassen 1 und 10 (gemeinsamer Verlauf) führen durch Brünnen.